# Hermann Andreas Reimer
Hermann Andreas Reimer (* 7. Mai 1825 in Berlin; † 8. Juni 1906 in Stuttgart) war ein deutscher Arzt, der im Jahr 1855 die erste deutsche Heilanstalt für Epilepsie-Kranke in Görlitz eröffnete.
Hermann Reimer war der Sohne des Verlegers Georg Andreas Reimer und dessen Frau Wilhelmine. Er studierte in Berlin, Heidelberg und in Halle/Saale Medizin. Im Jahr 1854 wurde ihm eine „Concession zur Errichtung einer Heilanstalt für an Epilepsie leidende Kranke“ in Görlitz zu errichten. Die Heilanstalt für Epileptische wurde am 1. August 1855 am Obermühlberg in Görlitz, damals in „einsamer ländlicher“ Umgebung eröffnet. Die Anstalt befand sich in einer Villa im damals „typischen italienischen Stil“, die um die Mitte des 19. Jahrhunderts erbaut worden war.
Die Heilanstalt war zunächst für 12 Kranke ausgelegt, die aus „wohlhabenden Familien“ kommen sollten. Sie mussten sich verpflichten, mindestens ein halbes Jahr in der Anstalt zu bleiben, in der sie dann Anspruch auf zwei Zimmer hatten. Die Kosten von vierteljährlich 30 Friedrichsd`or waren im Voraus zu entrichten. Die Therapie bestand unter anderem in der „Anwendung kalter, lauer und warmer Bäder“ und in der „Verordnung mineralischer und vegetabilischer Substanzen“. Für jeweils zwei Kranke war ein Wärter engagiert, der sich Tag und Nacht um die Insassen kümmerte. 
Die Kalkulation von Reimer auf wohlhabende epileptische Patienten ging jedoch nicht auf, bald nahm er psychisch Kranke jeder Art auf. Seine bekannteste Patientin war Wilhelmine Herzlieb, die 1865 in Görlitz starb. 1867 verkaufte Reimer die Anstalt an Karl Ludwig Kahlbaum, der der Heilanstalt „Weltruf“ verschaffte. Später, 1887, siedelte sich Reimer in Stuttgart an, wo er bis 1901 als Arzt praktizierte. Er starb in Stuttgart, sein Grab auf dem Stuttgarter Pragfriedhof wurde 1962 eingeebnet.

## Veröffentlichungen
- Klimatische Winterkurorte, 3., neu bearb. u. stark verm. Auflage, Berlin, G. Reimer, 1881.
- Handbuch der speciellen Klimatotherapie und Balneotherapie mit besonderer Rücksicht auf Mittel-Europa. Zum Gebrauch für Ärzte, Berlin, Reimer, 1889.
- Klimatische Sommerkurorte. Leitfaden für Aerzte und Laien, Berlin, Reimer 3. Aufl. 1897